# Nou Ajuntament de Wiesbaden
El Nou Ajuntament (en alemany: Neues Rathaus) l'edifici de l'ajuntament de Wiesbaden, Hessen, Alemanya, i se situa a la Schlossplatz de la ciutat. Hostatja el govern municipal, oficines de l'alcaldia, i part de l'administració local. Es va construir entre 1884 i 1887 per Georg von Hauberrisser, en estil neorenaixentista. La zona baixa de l'edifici és ocupada completament pel restaurant Ratskeller.

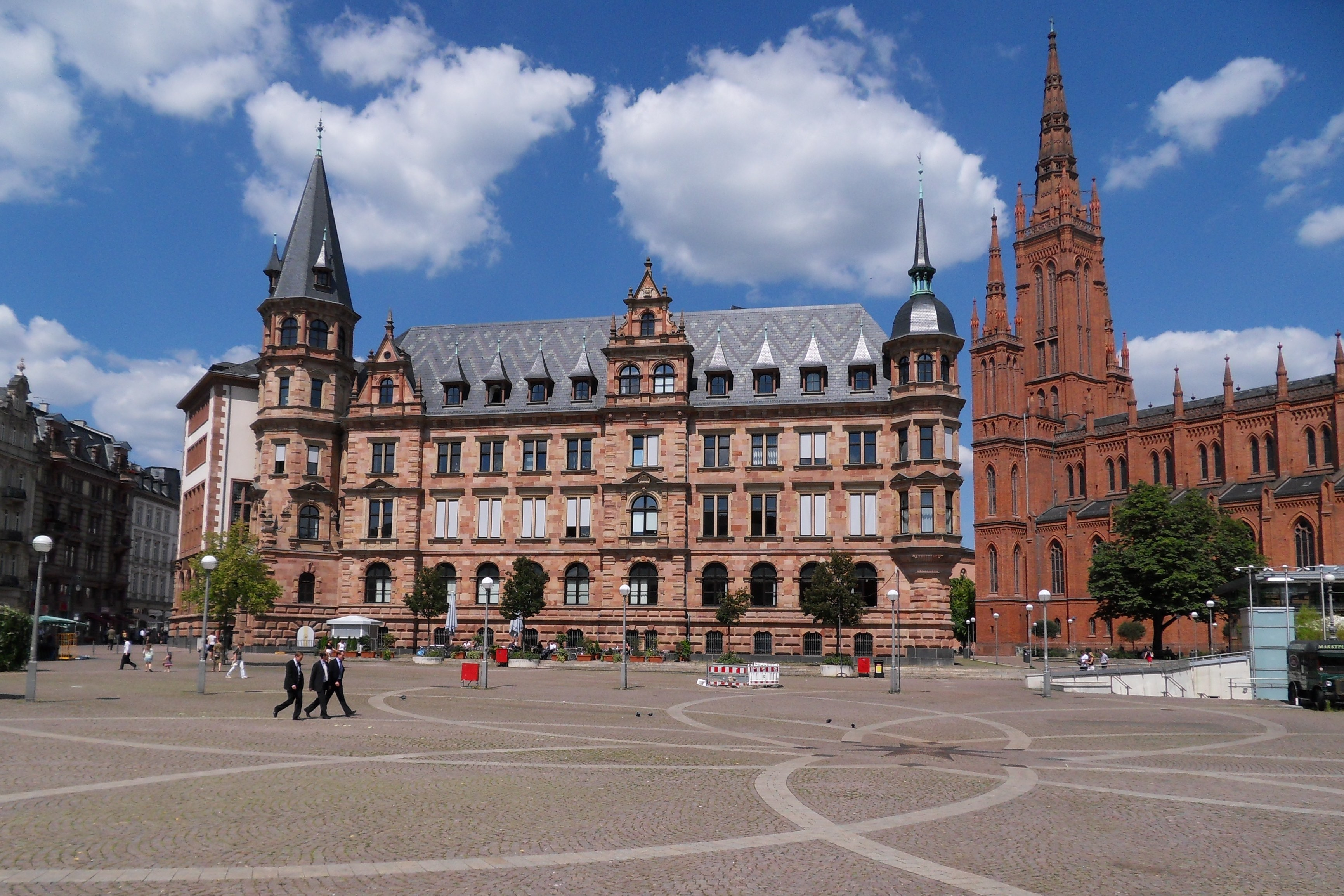
El Nou Ajuntament (esquerra) i la Marktkirche (dreta)